# Bathythrix collaris
Bathythrix collaris är en stekelart som först beskrevs av Thomson 1896.  Bathythrix collaris ingår i släktet Bathythrix och familjen brokparasitsteklar. Arten är reproducerande i Sverige. Inga underarter finns listade.